# Accelerometro
Un accelerometro è un sensore in grado di rilevare e/o misurare l'accelerazione, effettuando il calcolo della forza rilevata rispetto alla massa dell'oggetto (forza per unità di massa).
L'uso dell'accelerometro è aumentato notevolmente negli ultimi anni poiché, accanto alle tradizionali applicazioni in ambito scientifico ed aerospaziale, è stato adottato in numerosi campi civili (automobilistico, smartphone, testing, analisi meccanica, ludico, ecc) spesso affiancato ad altri sensori come giroscopi, magnetometri ecc. Con il moltiplicarsi delle applicazioni, si sono diversificate anche le tipologie di questi strumenti ed oggi se ne possono contare decine di tipi, ognuno con caratteristiche funzionali e costruttive differenti.

## Principio di funzionamento
Nella maggior parte degli accelerometri, il principio di funzionamento è il medesimo: si basa sulla rilevazione dell'inerzia di una massa quando viene sottoposta ad un'accelerazione.
La massa viene sospesa ad un elemento elastico, mentre un qualche tipo di sensore ne rileva lo spostamento rispetto alla struttura fissa del dispositivo.
In presenza di un'accelerazione, la massa (che è dotata di una propria inerzia) si sposta dalla propria posizione di riposo in modo proporzionale all'accelerazione rilevata. Il sensore trasforma questo spostamento in un segnale elettrico acquisibile dai moderni sistemi di misura.
Una prima classificazione si può così fare suddividendo questi strumenti a seconda del principio di funzionamento del sensore di posizione.

### Accelerometro estensimetrico
L'accelerometro a ponte estensimetrico sfrutta come principio di rilevazione lo stesso delle celle di carico, cioè la variazione di resistenza di un estensimetro dovuta alla variazione della sua lunghezza.
In questi dispositivi una massa viene sospesa su dei sottili lamierini, su questi ultimi sono fissati degli estensimetri collegati a ponte di Wheatstone.
In presenza di un'accelerazione la massa si sposta, flettendo i lamierini e conseguentemente gli estensimetri subiscono un allungamento. Con un voltmetro è possibile leggere una tensione di sbilanciamento del ponte di Wheatstone proporzionale all'accelerazione.

### Accelerometro piezoresistivo
L'accelerometro a ponte piezoresistivo è una variante dell'accelerometro a ponte estensimetrico, dove al posto degli estensimetri sono utilizzati sensori piezoresistivi. Questi sensori si comportano in modo analogo agli estensimetri, ma permettono allungamenti e sensibilità superiori, pur avendo qualche problema di stabilità con la variazione di temperatura.
Spesso, in questi strumenti la massa viene sospesa su una membrana plastica, sulla quale sono stati attaccati gli elementi piezoresistivi.

### Accelerometro LVDT
L'accelerometro LVDT sfrutta, come principio per la rilevazione dello spostamento della massa, un sensore LVDT (Linear Variable Differential Transformer) integrato nella struttura dell'accelerometro stesso.
In questi dispositivi, la massa stessa costituisce il nucleo ferromagnetico del sensore LVDT, e scorre (sospesa su molle o altri elementi elastici) all'interno di un canale, attorno al quale sono avvolte le bobine destinate alla rilevazione della posizione della massa.
Un apposito circuito rileva la posizione del nucleo rispetto alle bobine e genera un segnale elettrico proporzionale allo spostamento rispetto alla posizione di riposo.

### Accelerometro capacitivo
L'accelerometro capacitivo sfrutta, come principio per la rilevazione dello spostamento della massa, la variazione della capacità elettrica di un condensatore al variare della distanza tra le sue armature.
In questi accelerometri, la massa sismica (realizzata con materiale conduttivo) costituisce un'armatura, mentre l'altra è realizzata sulla struttura fissa del dispositivo, nell'immediata prossimità della massa. La massa viene sospesa su un elemento elastico relativamente rigido (tipicamente una membrana). Un apposito circuito rileva la capacità del condensatore così realizzato e genera un segnale elettrico proporzionale alla posizione della massa.
Negli ultimi anni, gli accelerometri capacitivi si realizzano in tecnologia MEMS dove le singole armature hanno la forma di un pettine per aumentarne il valore di capacità. Questo consente di realizzare un capacitore differenziale che permette, in prima approssimazione, di lienarizzare la relazione tra lo spostamento delle armatura. La posizione della massa è direttamente proporzionale all'accelerazione attraverso la relazione elastica {\displaystyle \left|x\right|={m \over K}\left|a\right|} .

### Accelerometro piezoelettrico
L'accelerometro piezoelettrico sfrutta, come principio per la rilevazione dello spostamento della massa, il segnale elettrico generato da un cristallo piezoelettrico quando è sottoposto ad una compressione.
In questi accelerometri la massa viene sospesa sul cristallo piezoelettrico, che, in questo caso, costituisce sia il sensore, che l'elemento elastico. In presenza di un'accelerazione la massa (che presenta una certa inerzia) comprime il cristallo, il quale genera un segnale elettrico proporzionale alla compressione.
Visto che l'elemento elastico è un cristallo, le caratteristiche di questi dispositivi sono peculiari:
- presentano una sensibilità relativamente bassa;
- possono rilevare accelerazioni elevatissime senza danneggiarsi (anche 1000 g);
- non possono rilevare accelerazioni costanti nel tempo.

Una considerazione di particolare rilievo sta nel fatto che i cristalli generalmente impiegati nella costruzione dell'elemento elastico hanno un elevatissimo valore della costante elastica, il che ha una profonda influenza sull'equazione differenziale che governa il fenomeno vibratorio che coinvolge il sistema strumento.
L'ultima caratteristica è da rimarcare: come detto, il cristallo genera un segnale elettrico proporzionale alla compressione, ma se la compressione sul cristallo permane, il segnale generato tende a dissiparsi dopo un breve periodo. In conseguenza di questo fenomeno, detto leakage, questi accelerometri non sono in grado di rilevare un'accelerazione quasistatica: dopo qualche secondo dall'applicazione di una tale accelerazione, il segnale prima si "congela" e poi si dissipa, e in uscita non sarà presente alcun segnale. Ciò è dovuto all'elevata resistenza dell'accelerometro o, eventualmente, anche ad una errata impostazione della frequenza limite inferiore sul preamplificatore. Questi accelerometri trovano impiego in applicazioni dove si deve rilevare accelerazioni dinamiche come quelle che si generano nelle vibrazioni e negli shock meccanici.

### Accelerometro laser
L'accelerometro laser è un tipo particolare d'accelerometro, usato quando è necessario effettuare misure estremamente precise, non ottenibili con altri tipi di strumenti. Il principio di funzionamento è concettualmente differente rispetto a quelli sopra esposti, e si basa sul principio fisico che l'accelerazione è una derivata della velocità nel tempo.
In questo dispositivo un interferometro laser misura istante per istante lo spostamento dell'oggetto in moto, un computer ad esso collegato effettua la derivata seconda rispetto al tempo, ottenendo così direttamente il valore d'accelerazione.
I problemi di questi dispositivi è che sono costosi, piuttosto ingombranti, richiedono che l'interferometro sia montato a terra (o su un luogo da considerarsi fisso) e il laser deve essere costantemente puntato verso l'oggetto in moto.

### Gravimetro
Il gravimetro è un tipo particolare d'accelerometro realizzato appositamente per misurare l'accelerazione di gravità.
Secondo il principio d'equivalenza della relatività generale, gli effetti della gravità e dell'accelerazione sono gli stessi, perciò un accelerometro non può fare distinzione tra le due cause.
Come gravimetri si possono usare delle versioni migliorate di accelerometri per misure statiche, in cui sono state particolarmente curate le caratteristiche di sensibilità, di precisione e di stabilità. Infatti, in questa applicazione, necessita rilevare variazioni d'accelerazione estremamente ridotte.
Dove, a fini scientifici, è necessario effettuare misure estremamente precise, si ricorre ad uno strumento che lavora con lo stesso principio dell'accelerometro laser: in questo caso, si rileva l'accelerazione della caduta di un grave in una camera sottovuoto, usando un interferometro laser per misurare lo spostamento, e un orologio atomico per misurare il tempo di caduta.
La rilevazione dell'accelerazione gravitazionale, oltre ad avere interesse in campo scientifico (specie in fisica e in geologia), è una pratica dell'industria estrattiva (specie per la ricerca di giacimenti petroliferi).

## Banda passante
Gli accelerometri possono essere divisi in due grandi categorie:
- per misure di accelerazione statica;
- per misure di accelerazione dinamica.

Alla prima categoria appartengono gli strumenti che presentano una banda passante con una caratteristica passa basso, mentre alla seconda appartengono gli strumenti che presentano una caratteristica passa banda.
Gli accelerometri per misure di accelerazione statica sono in grado di rilevare dalle accelerazioni continue e statiche (grandezza d'ingresso con frequenza a 0 Hz) fino ad accelerazioni che variano con frequenze basse (normalmente fino a 500 Hz).
Questa caratteristica è tipica degli accelerometri realizzati con il principio estensimetrico, LVDT o capacitivi.
Esempi d'applicazione per questi strumenti sono misure d'accelerazione gravitazionale, d'accelerazione centrifuga, di un veicolo in movimento, nella guida inerziale.
Gli accelerometri per misure di accelerazione dinamica sono dei dispositivi che non sono in grado di rilevare accelerazioni statiche (ad esempio l'accelerazione gravitazionale), ma sono in grado di rilevare le accelerazioni che variano nel tempo, ad esempio quelle generate da oggetti che vibrano o quelle che si generano negli urti.
La banda passante di questi strumenti può andare da qualche Hz a 50 kHz.
Tipici accelerometri di questo tipo sono quelli realizzati con tecnologia piezoelettrica.

## Condizionatori di segnale integrati
Il progresso della miniaturizzazione elettronica ha permesso di integrare all'interno di uno stesso package diversi accelerometri e i relativi condizionatori di segnale. Questi circuiti possono servire ad alimentare correttamente i sensori, oppure ad amplificare, filtrare e linearizzare il segnale d'uscita.
L'integrazione di questi circuiti ha semplificato l'uso degli accelerometri, che possono essere efficacemente usati in una più vasta gamma di applicazioni in modo semplice ed economico.

## Utilizzo degli accelerometri nella vita quotidiana
Se fino a pochi anni fa gli accelerometri erano destinati ad usi scientifici, militari o civili "speciali", oggi con l'evoluzione dell'elettronica, la riduzione dei costi e lo sviluppo delle applicazioni, gli accelerometri vengono utilizzati sempre più su oggetti d'uso comune.
Alcuni accelerometri miniaturizzati (utilizzati come inclinometri) si ritrovano in apparecchi portatili allo scopo di ruotare automaticamente l'orientamento della visualizzazione sullo schermo (da verticale a orizzontale e viceversa), a seconda se il dispositivo sia posto in orizzontale o verticale.
La medesima tecnologia è a bordo dei gamepad di alcune console giochi, permettendo, con la sola inclinazione dei medesimi, di comandare lo svolgimento dei giochi. Esempio, nella piattaforma Wii della Nintendo, l'uso di accelerometri nei telecomandi, permette un'interattività molto superiore alla concorrenza.
Sin dagli anni '80, accelerometri a basso consumo e dimensioni ridotte, vengono inseriti all'interno dei pacemaker per adattare la frequenza di stimolazione all'attività svolta dal paziente.
Un'altra applicazione sempre più comune, è quella utilizzata per la rilevazione dell'accelerazione laterale nei veicoli, allo scopo di controllare le sbandate azionando opportunamente il sistema di frenatura.

## In biologia
Molti animali usano le statocisti, che sono speciali strutture cellulari con pesi penduli e organi di senso innervati, per misurare l'accelerazione e la gravità.